# Barbacane di Cracovia
Il Barbacane di Cracovia (in polacco Barbakan, noto anche come Rondel) è un barbacane, cioè un avamposto fortificato, che in passato collegava le mura di Cracovia.
Il Barbacane è la storica via di accesso al centro storico di Cracovia e uno dei pochi resti della complessa rete di fortificazioni e barriere difensive che un tempo circondava la città. Oggi funge da attrazione turistica e come sede di mostre.

## Storia
Il barbacane è stato costruito intorno al 1498 in stile gotico ed è uno dei tre soli avamposti fortificati che ancora sopravvivono in Europa, nonché quello meglio conservato.
Si tratta di una struttura cilindrica in mattoni con un fossato e un cortile interno di 24,4 metri di diametro e 7 torrette. Le sue pareti sono spesse 3 metri e su queste si aprono 130 feritoie.
Originariamente il barbacane era collegato alle mura della città da un passaggio coperto che passava attraverso la Porta di San Floriano e serviva come punto di controllo per tutti coloro che entravano in città. Considerato un capolavoro dell'ingegneria militare del Medioevo, la fortezza circolare del Barbacane venne aggiunta alle fortificazioni della città lungo la via dell'incoronazione verso la fine del XV secolo, prendendo spunto dalla strategia difensiva araba piuttosto che europea. Sulla sua parete orientale, una tavoletta commemora l'impresa di un borghese di Cracovia, Marcin Oracewicz, che, durante la Confederazione di Bar, difese la città contro i russi e sparò al loro colonnello Panin.

## Galleria d'immagini

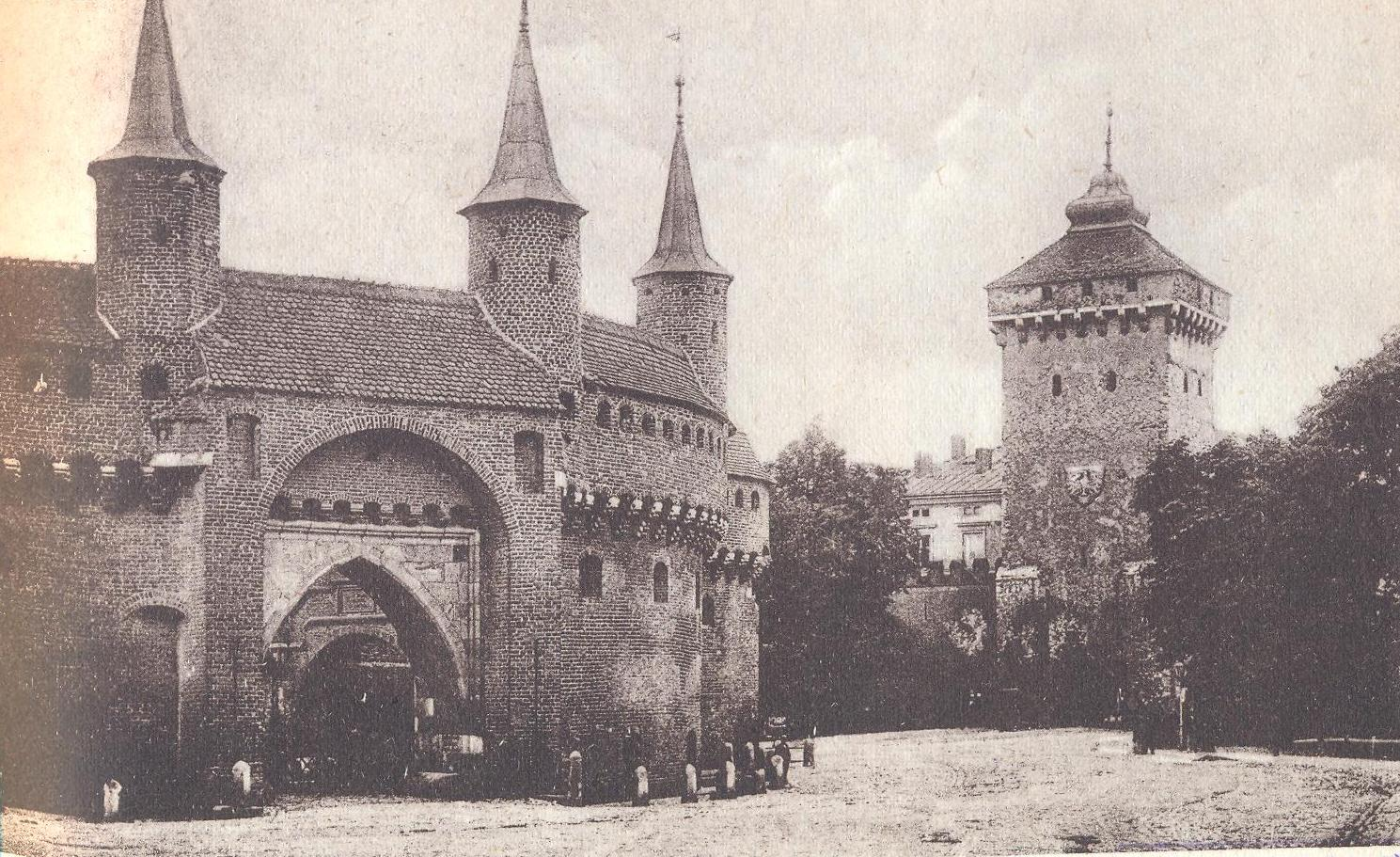
Il Barbacane negli anni 30 del Novecento
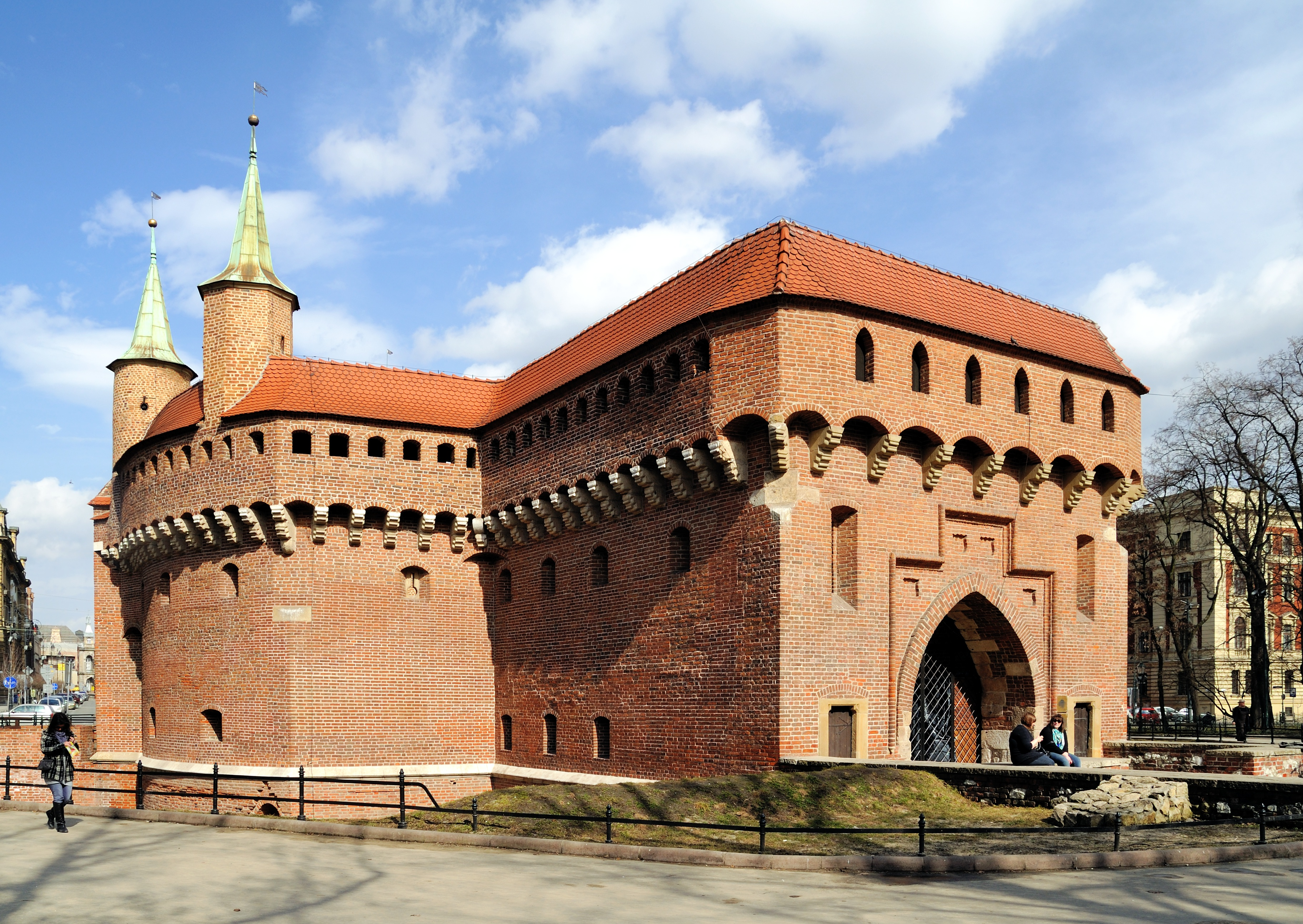
Accesso al precedente passaggio fortificato di fronte alla Porta di San Floriano
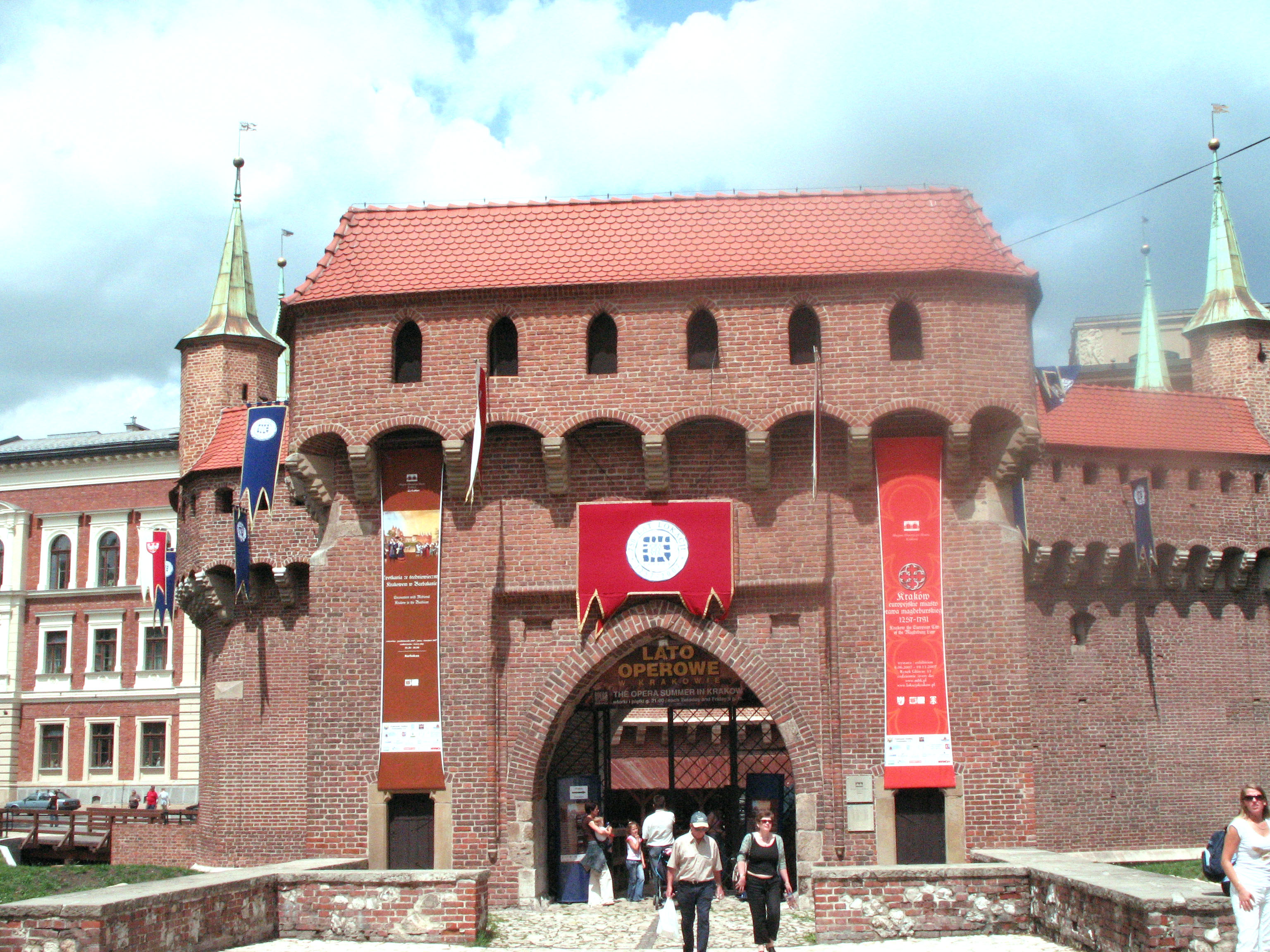
Accesso attuale al Barbacane
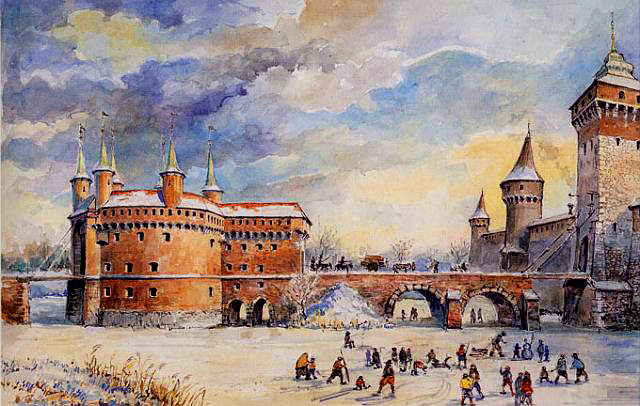
Le mura difensive del barbacane e il ponte di collegamento prima dello smantellamento del XIX secolo